# Чечевиця гімалайська
Чечевиця гімалайська (Carpodacus pulcherrimus) — вид горобцеподібних птахів родини в'юркових (Fringillidae). Мешкає в Гімалаях, горах Китаю і Монголії.

## Опис
Довжина птаха становить 15-18 см, вага 18-38 г. Довжина крила у самців становить 74-81 мм, у самиць 74-78 мм, довжина хвоста 62-64 мм. Виду притаманний яскраво виражений статевий диморфізм. 

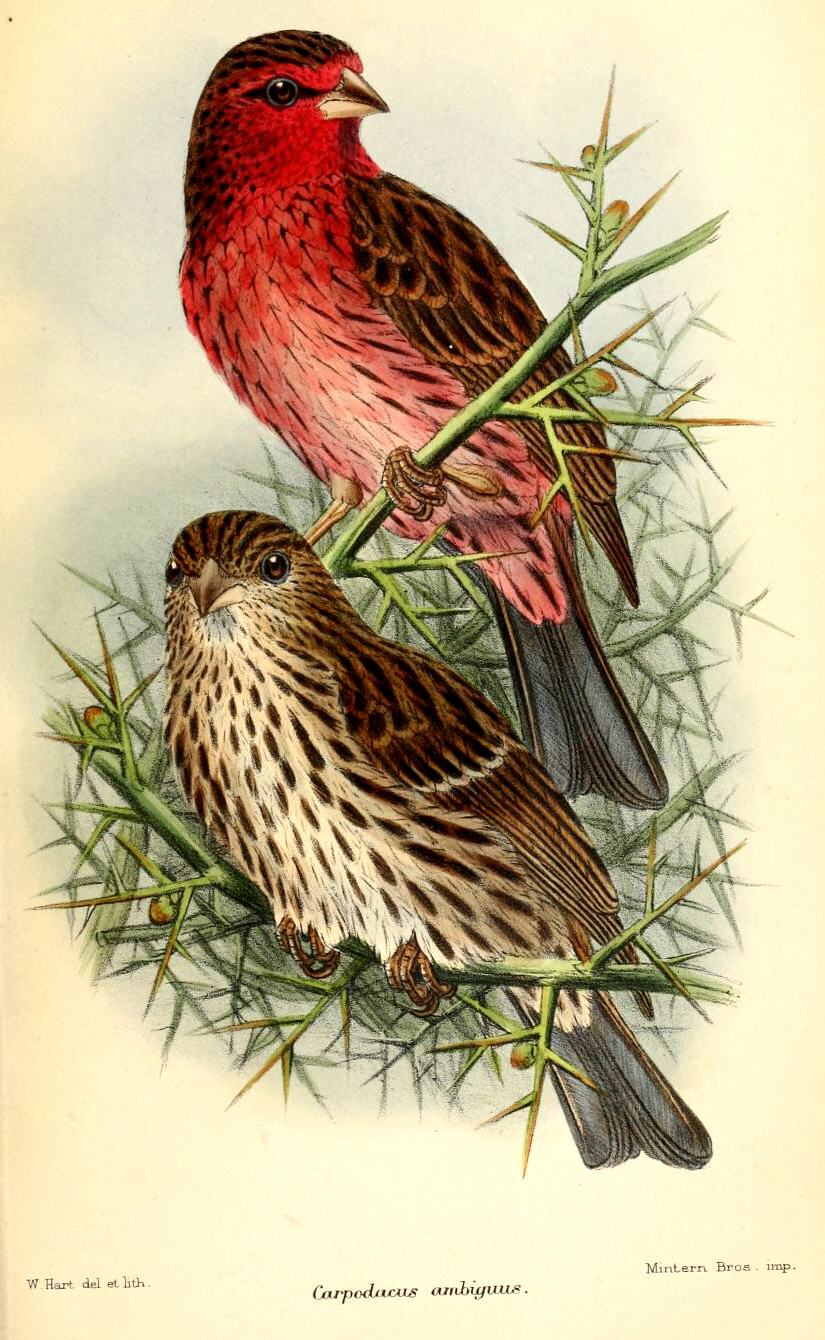
Пара гімалайських чечевиць

У самців лоб темно-рожевий, над очима широкі рожеві "брови", через очі ідуть сірувато-коричневі смуги, скроні і шия з боків сірувато-коричневі з рожевуватим відтінком. Підборіддя і щоки темно-рожеві, нижня частина тіла світло-рожева, боки поцятковані темними смужками. Нижня частина живота білувата, гузка блідо-рожева. Тім'я і потилиця сірувато-коричневі, поцятковані темними смугами, пера на тімені можуть ставати дибки. Спина і плечі сірі, сильно поцятковані темними смугами. Надхвістя рожевувате, верхні покривні пера хвоста коричневі з рожевими краями, поцятковані темними смужками. Покривні пера крил тьмяно-коричневі з рожевими кінчиками. Махові пера мають біло-коричневі або охристі края. Хвіст роздвоєний, темно-коричневий. Очі темно-карі. Дзьоб зверху темно-коричневий, знизу світло-коричневий, лапи тілесного кольору або блідо-коричневі.
У самиць забарвлення переважно непримітне, сіро-коричневе, верхня частина тіла поцяткована темними смугами. Над очима охристі "брови", надхвістя блідо-коричневе. Обличчя, горло і нижня частина тіла білуваті, поцятковані темно-коричневими смужками. Оперення крил подібне до оперення крил у самців, однак рожевий відтінок відсутній, покривні пера крил мають більш вузькі світлі края. Забарвлення молодих птахів подібне до забарвлення самиці. Самці на першому році життя розмножуються, маючи оперення молодого птаха.

## Підвиди
Виділяють два підвиди:
- C. p. pulcherrimus (Moore, F, 1856) — від Кашміра і Хімачал-Прадеша до південно-східного Тибета, Непала, Сіккіма, Бутана і Аруначал-Прадеша;
- C. p. argyrophrys Berlioz, 1929 — від південної Монголії і заходу Внутрішньої Монголії через Нінся, Ганьсу, східний Цинхай, західний Сичуань і північно-західний Юньнань до північно-східного Тибета.

Чагарникові і рожевогузі чечевиці раніше вважалися підвидами гімалайської чечевиці.

## Поширення і екологія
Гімалайські чечевиці мешкають в Індії, Непалі, Бутані, Китаї і Монголії. Вони живуть в гірських дубових і ялівцевих лісах, на узліссях та у високогірних рододендронових і жостірових (Rhamnus) заростях. Зустрічаються парами або згайками, на висоті від 3600 до 4650 м над рівнем моря. Взимку частина популяцій мігрує в долини, на висоті від 2100 до 3600 м над рівнем моря. Живляться насінням, пагонами, бруньками і ягодами, іноді дрібними безхребетними. Сезон розмноження триває з червня по вересень. Гімалайські чечевиці є моногамними птахами, під час сезону розмноження демонструють територіальну поведінку. Гніздо чашоподібне, розміщується в чагарниках. В кладці від 4 до 6 яєць. Інкубаційний період триває приблизно 2 тижні, насиджують самиці. За пташенятами доглядають і самиці, і самці, вони покидають гніздо через 3 тижні після вилуплення.